# Roy Allan Martinez
Pour les articles homonymes, voir Martínez.
Roy Allan Martinez est un dessinateur de comics philippin.

## Biographie
Roy Martinez, ami de Whilce Portacio, philippin lui aussi, s'est fait connaître chez Wildstorm sur des titres comme Loner ou Hazard.
On le retrouvera plus tard dans le studio Avalon (cofondé par Whilce Portacio), sur Aria, pour compenser la lenteur de Jay Anacleto, et sa propre série The Wicked, écrite par Francis Takenaga, qui s'arrêtera au #7.
Il a ensuite réalisé pour DC Comics des épisodes de Wonder Woman scénarisés par Phil Jimenez, un épisode de Global Frequency (série de Warren Ellis), ou un comics consacré à Smallville.
En 2006, il dessine pour Marvel Comics la mini-série Son of M, qui met en scène Vif-Argent scénarisée par David Hine.
En 2009, il dessine la série FVZA : Federal Vampire and Zombie Agency publiée par Radical Comics.

## Publications
Les titres suivis d'un astérisque ont été traduits en France, même partiellement
- Aria #2-3 (Image Comics/Avalon Studios, 1999) *
- Aria: The Soul Market #3-4, 6 (Image Comics/Avalon Studios, 2001) *
- Global Frequency #4 (Wildstorm, 2003) *
- Grifter #10 (Wildstorm, 1996)
- Hazard #1-7 (Wildstorm, 1996)
- Loner 1 & 2 dans Wildstorm Spotlight #2-3 (Wildstorm, 1997)
- Smallville (DC, 2004) *
- WetWorks #14 (Wildstorm, 1996)
- Avalon Comics’ The Wicked preview, #1-4, 7 (Image Comics/Avalon Studios, 2000) *
- Wonder Woman #178-180, 182-183 (DC, 2002)
- Son of M #1-6 (Marvel, 2005)
- FVZA : Federal Vampire and Zombie Agency #1-3 (Radical Comics, 2009-2010) *